# Aleksandrów Łódzki
Aleksandrów Łódzki – miasto w Polsce w województwie łódzkim, w powiecie zgierskim, siedziba władz gminy miejsko-wiejskiej Aleksandrów Łódzki. Należy do aglomeracji łódzkiej, miasto satelickie Łodzi. Miasto jest członkiem Związku Miast Polskich.
Według danych GUS w dniu 31 grudnia 2023 r. miasto miało 22 002 mieszkańców.

## Położenie
Pod względem fizycznogeograficznym Aleksandrów Łódzki położony jest na Wysoczyźnie Łaskiej. Miasto znajduje się na dziale wodnym I rzędu, między dorzeczami Wisły i Odry, pozbawione jest większych cieków wodnych. Jedynie północny kraniec miasta opiera się o Bzurę.
Aleksandrów Łódzki leży na obszarze dawnej ziemi łęczyckiej, wieś Brużyca Wielka, która w 1815 dała początek miastu, w drugiej połowie XVI wieku położona była w powiecie łęczyckim województwa łęczyckiego.
Miasto graniczy administracyjnie z Łodzią (około 11 km na północny zachód od centrum miasta) i wiejską częścią gminy Aleksandrów Łódzki.
Przez miasto przebiegają drogi krajowe nr 71 i nr 72, które w centrum miasta krzyżują się. W latach 1910–1991 Aleksandrów Łódzki z Łodzią łączyła linia tramwajowa, przez wiele lat była to linia nr 44. Od 1 stycznia 2004 r. połączenia z Łodzią zapewniają linie autobusowe, które obsługuje Miejskie Przedsiębiorstwo Komunikacyjne – Łódź – są to linie nr 78 i N1A (do nocy 14/15 grudnia 2005 r. jako linia 151, od nocy 15/16 grudnia 2005 do nocy 1/2 kwietnia 2017 jako linia N1). Od 1 września 2013 r. do 1 kwietnia 2017 połączenia z Łodzią obsługiwały również linie autobusowe nr 74 i 84. Od 2 kwietnia 2017 r. połączenia do Łodzi są obsługiwane także przez linie 84B I 97A.
Miasto podzielone jest na następujące części:
- Brużyca Wielka,
- Brużyca Wielka-Parcela,
- Franin,
- Łomnik,
- Piaskowa Góra,
- Rafałki,
- Szatonia,
- Wierzbno.

Osiedla miejskie to:
- osiedle Adama Mickiewicza,
- osiedle Rafała Bratoszewskiego,
- osiedle Władysława Reymonta,
- osiedle Władysława Sikorskiego,
- osiedle Pod Rezerwatem,
- osiedle Słoneczne,
- osiedle Wyzwolenia,
- osiedle Daszyńskiego.

## Historia

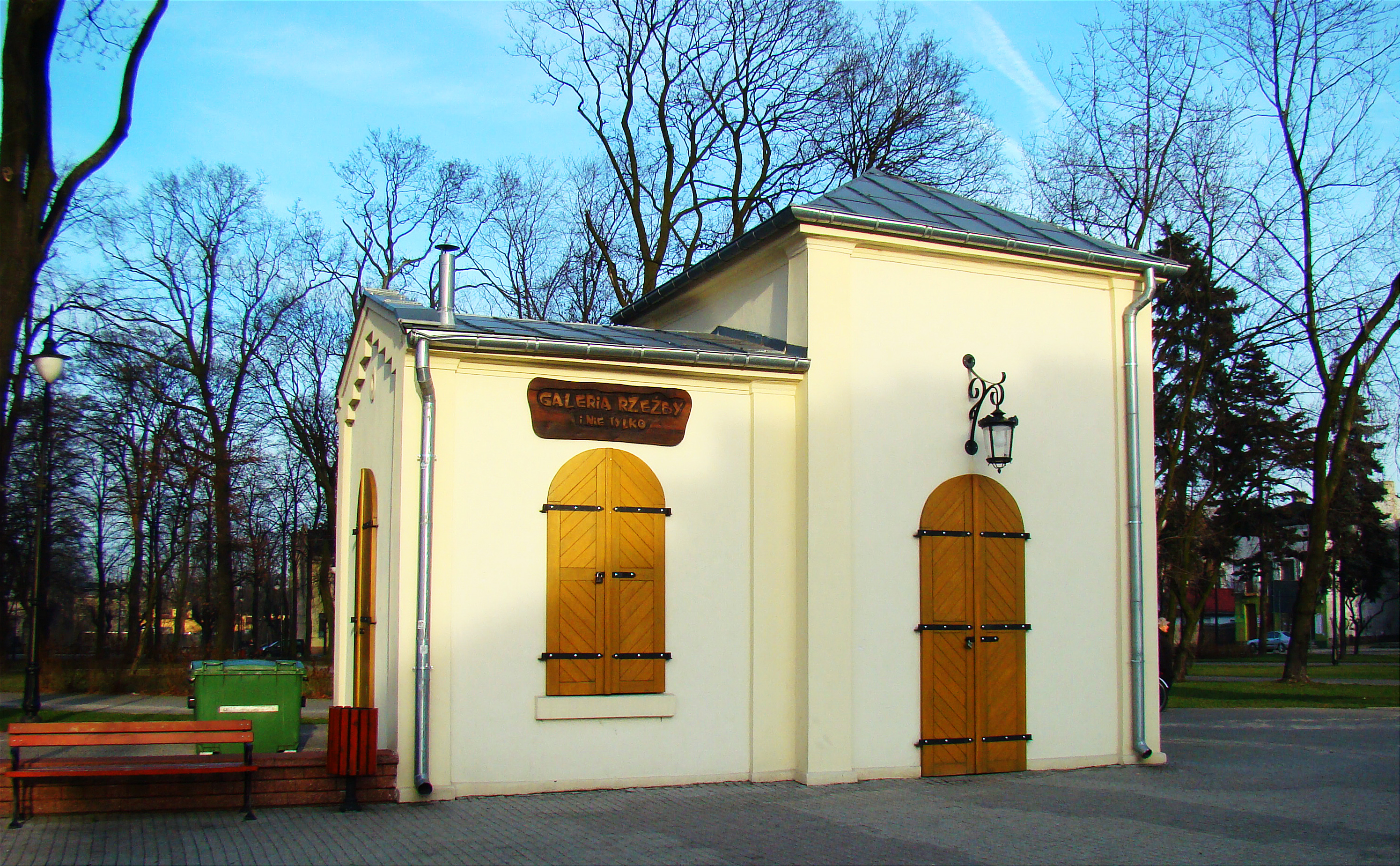
Budynek dawnej wagi miejskiej

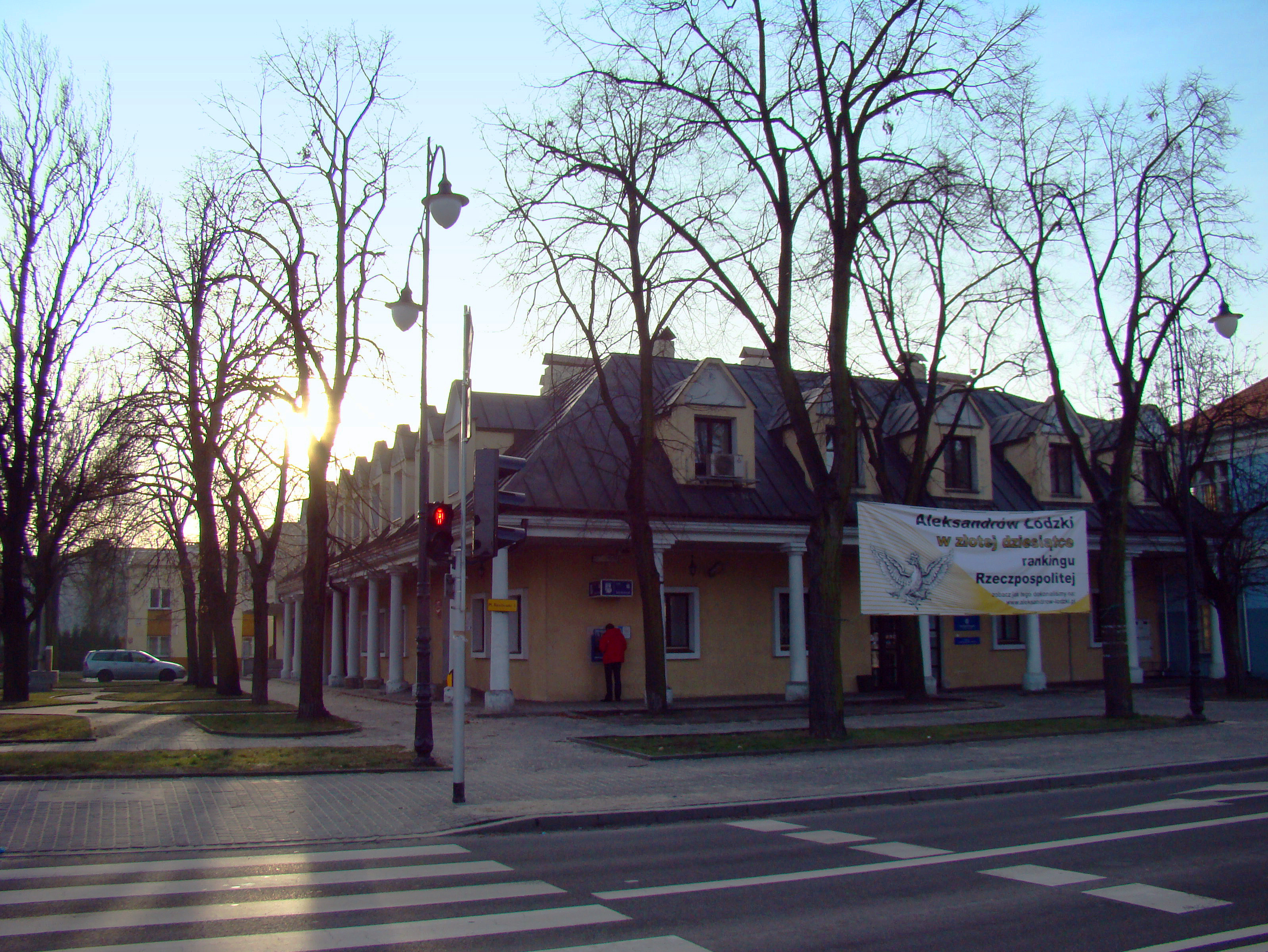
Budynek jatek miejskich

Osada miejska powstała na początku XIX w. (ok. 1816 r.), a jej założycielem był Rafał Bratoszewski herbu Sulima, który ufundował także miejscową parafię katolicką pw. św. Rafała Archanioła. W 1820 r. Rajmund Rembieliński nazwał Aleksandrów Łódzki „jednym z lepszych w Polsce miasteczek”. Twórcą planu urbanistycznego nowej osady był Austriak Bernard Schuttenbach. Bratoszewski nadał swemu miasteczku nazwę ku czci ówcześnie panującego cesarza Rosji i króla Polski – Aleksandra I, co pomogło w uzyskaniu dla niego w 1822 r. praw miejskich. Po śmierci Bartoszewskiego w 1824 r. właścicielami miasta została rodzina Kossowskich herbu Dołęga. Po 1832 r. miasteczko zaczęło gospodarczo podupadać, nie wytrzymując konkurencji sąsiednich ośrodków włókienniczych – Łodzi, Zgierza i Pabianic.
Miasto prywatne Królestwa Kongresowego, położone było w 1827 roku w powiecie zgierskim, obwodzie łęczyckim województwa mazowieckiego.
Pod koniec XIX i w początkach XX w. powstały w Aleksandrowie Łódzkim liczne zakłady dziewiarskie, przez co uznawany jest za kolebkę polskiego przemysłu pończoszniczego i przezywany przez mieszkańców nazwą „Skarpetkowo”, niekiedy określany też jako „Miasto Tkaczy”. Branża ta dominuje w mieście do dziś. W 1910 r. Aleksandrów Łódzki uzyskał elektryczne połączenie tramwajowe z Łodzią, zlikwidowane po 1991 r. Do dawnych wagonów tramwajowych typu Herbrand nawiązuje nazwa nowej restauracji, zdobiącej od 2008 r. centrum Aleksandrowa Łódzkiego.
Od chwili powstania aż do 1939 r. Aleksandrów Łódzki był miastem trójnarodowym i trójwyznaniowym. Zamieszkiwali tu potomkowie niemieckich tkaczy, wyznania ewangelickiego, żydowscy kupcy i sklepikarze wyznający judaizm oraz polscy robotnicy i rzemieślnicy wyznania katolickiego. Najliczniejszą i najbogatszą grupą etniczną aż do 1945 r. byli tu Niemcy. Dla Żydów Aleksandrów Łódzki był ważnym ośrodkiem religijnym – siedzibą cadyków chasydzkich z dynastii Danzigerów.
W 1870 r. decyzją władz rosyjskich Aleksandrów Łódzki utracił prawa miejskie. Przywrócone zostały one przez władze polskie w 1924 r.
W czasie okupacji niemieckiej znalazł się na ziemiach wcielonych do III Rzeszy w Kraju Warty, otrzymując najpierw nazwę Alexanderhof (1939 r.), a później Wirkheim (1943 r.). Niemcy zamknęli polskie szkoły, zdelegalizowali stowarzyszenia, zburzyli pomniki i represjonowali Polaków. Ludność żydowska trafiła do getta, z którego w 1940 część mieszkańców wywieziono do gett w Skierniewicach, Głownie, Łowiczu i Łyszkowicach. Aleksandrowskie getto został zlikwidowane w czerwcu 1942.
Po wojnie, w latach 1945–1948, wysiedlono za Odrę prawie całą niemiecką społeczność Aleksandrowa Łódzkiego, dochodziło przy tym do różnych represji i nadużyć ze strony komunistycznych władz i milicji. Aleksandrów Łódzki stracił swój dawny trójnarodowy charakter.
W 1965 roku przy ul. 22 Lipca odsłonięto pomnik ku czci Armii Czerwonej i Wojska Polskiego
W latach 1975–1998 miasto administracyjnie należało do starego województwa łódzkiego.

## Demografia

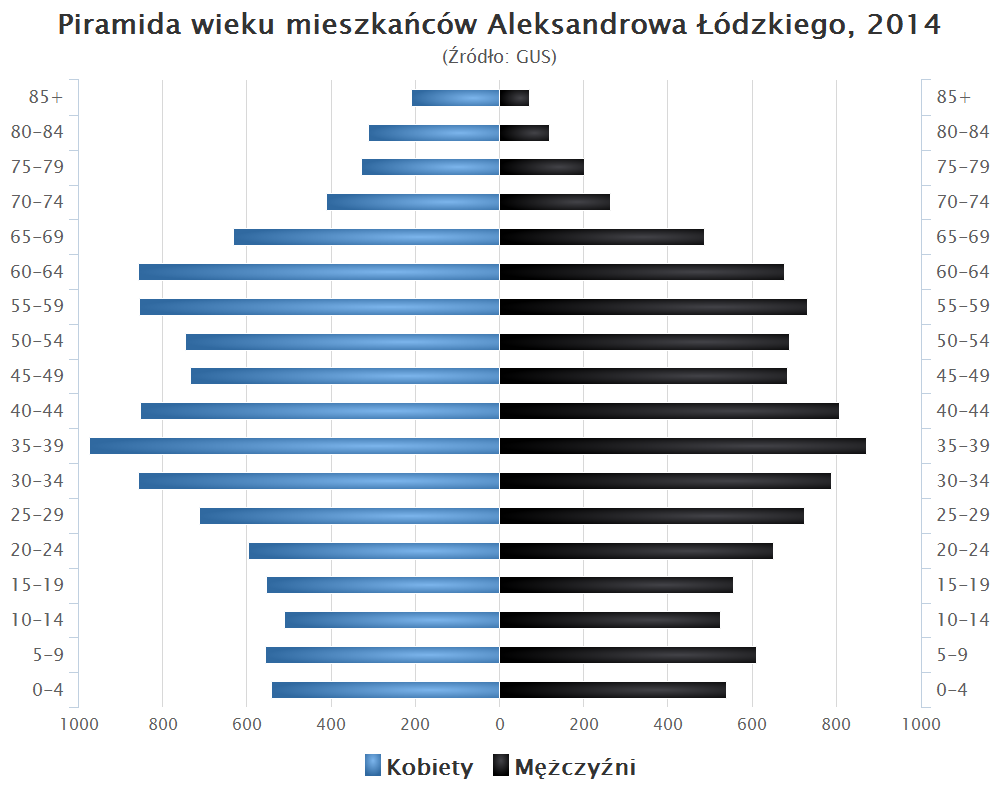
Piramida wieku mieszkańców Aleksandrowa Łódzkiego w 2014 roku

Dane z 31 grudnia 2023:
| Opis      | Ogółem | Ogółem | Kobiety | Kobiety | Mężczyźni | Mężczyźni |
| --------- | ------ | ------ | ------- | ------- | --------- | --------- |
| Jednostka | osób   | %      | osób    | %       | osób      | %         |
| Populacja | 22 002 | 100    | 11 656  | 52,98   | 10 346    | 47,02     |

## Zabytki

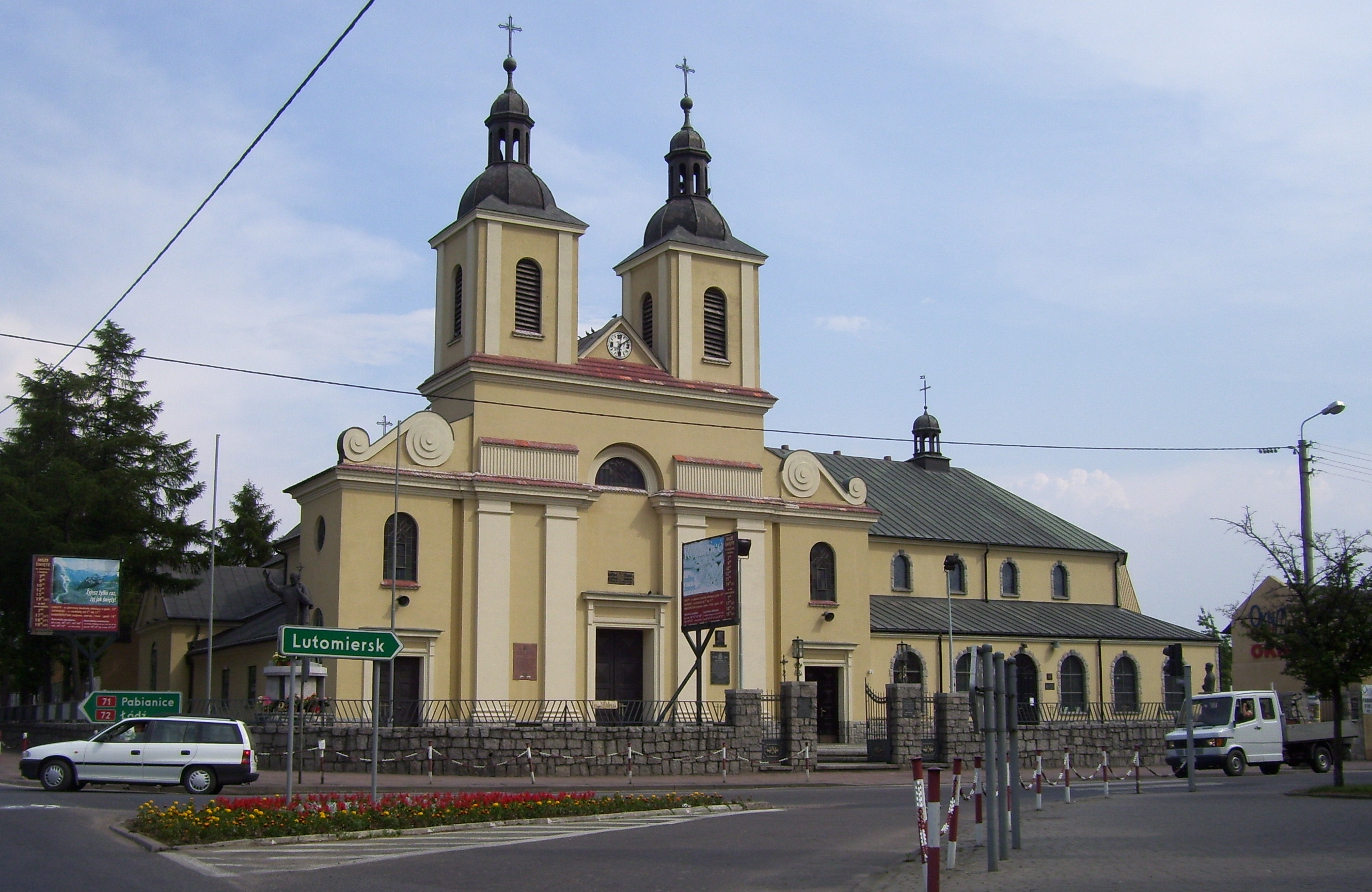
Kościół parafialny rzymskokatolicki św. św. Rafała i Michała

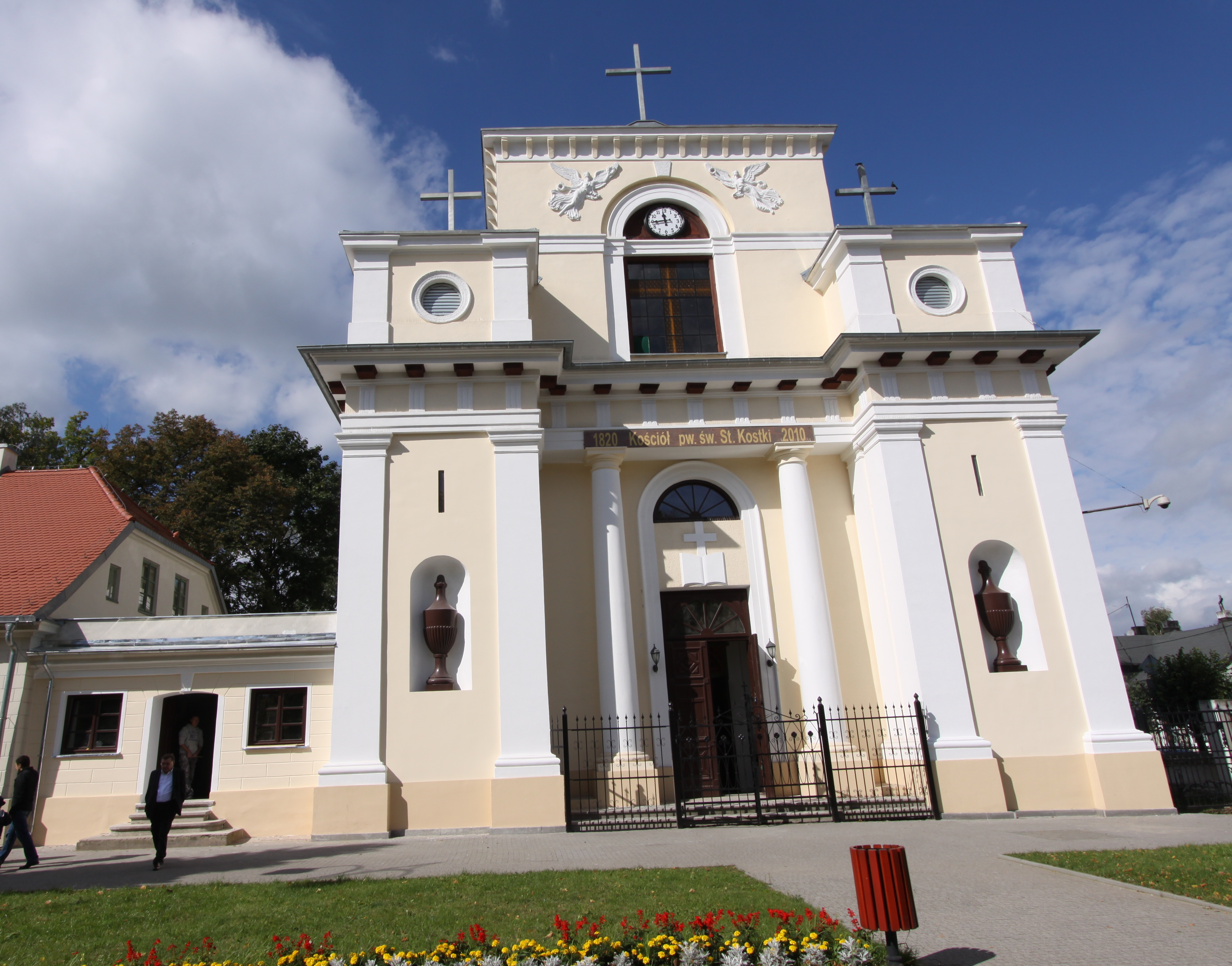
Poewangelicki kościół św. Stanisława Kostki

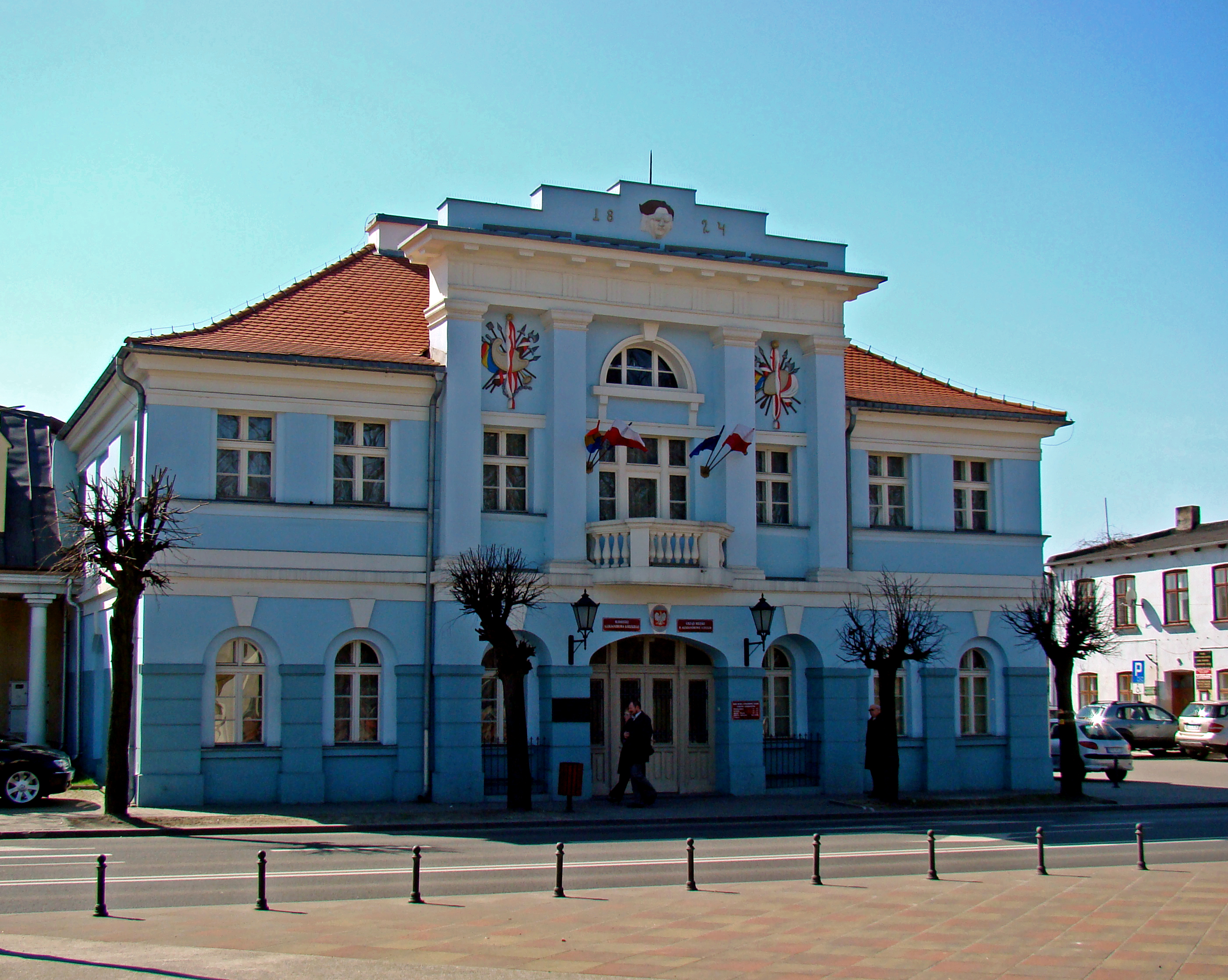
Klasycystyczny ratusz z 1824 r.

Najważniejsze zabytki Aleksandrowa Łódzkiego pochodzą z okresu początków miasta i zostały wzniesione w stylu klasycystycznym.
W większości znajdują się wokół Rynku.
- Kościół parafialny rzymskokatolicki pw. św. Rafała i Michała Archaniołów – został zbudowany w latach 1816–1818 i jest obecnie najstarszym budynkiem sakralnym na terenie gminy, a także całego powiatu zgierskiego[potrzebny przypis]. Był kilkukrotnie przebudowywany – w latach 1922–1926 dobudowano 2 nawy boczne, w latach 1933–1935 – dwie wieże. Przed 1993 r. dobudowano do kościoła św. Rafała osobny budynek sakralny, który uzyskał osobny ołtarz i wezwanie św. Michała. Inicjatorem tej rozbudowy był proboszcz ks. dr Norbert Rucki. Pod posadzką kościoła pochowano w 1824 r. założyciela miasta – dziedzica Rafała Bratoszewskiego, który ufundował ten kościół i dał mu swego patrona. Około 1818 r. kościół św. Rafała stał się świątynią parafialną. W starej części kościoła znajdują się 4 oltarze, w nowej 3 – boczne poświęcone Św. Faustynie (która w tym kościele przyjęła sakrament bierzmowania) i Janowi Pawłowi II, natomiast ołtarz główny ku czci Jezusa Miłosiernego i patronów parafii – Świętych Archaniołów. Budowę ołtarzy zakończono w 2016 r. [potrzebny przypis]
- Dawny kościół ewangelicko-augsburski obecnie bezwyznaniowy pw. św. Stanisława Kostki – został zbudowany dla Aleksandrowian tego wyznania, których było wtedy najwięcej wśród mieszkańców miasta. Pastorem – budowniczym kościoła był Fryderyk Jerzy Tuve[potrzebny przypis]. Od budowy w 1828 r. nie był wcale przebudowywany. Pod koniec XX w. znajdował się w złym stanie technicznym. Aleksandrowski ksiądz Jacek Stasiak wraz z fundacją Ekumeniczne Centrum Dialogu Religii i Kultur, przy wsparciu urzędu miasta dokonał gruntownego remontu świątyni[12].
- Ratusz miejski – budynek przeznaczony dla władz miasta, czyli Magistratu, zbudowany w 1824 r. za czasów burmistrza Gedeona Goedela. Pełni tę funkcję do dziś. Na fasadzie ma płaskorzeźbę – maskę Temidy z zasłoniętymi oczyma – jest to symbol „ślepej sprawiedliwości”, bo sprawowano tu niegdyś sądy.
- Obecny budynek Jatek – został odbudowany w 1998 r., więc nie jest zabytkowy, kształtem i stylem nawiązuje jednak do dawnych Jatek Miejskich, stojących w tym miejscu od 1829 lub 1825 r., rozebranych w 1988 r. Pierwotnie znajdowały się tu sklepiki piekarskie i rzeźnicze.
- Obecny budynek Biblioteki to dawna Pastorówka – dom pastora ewangelickiego, połączony z kościołem, został on zbudowany w 1848 r.
- Nagrobek na cmentarzu katolickim (od niedawna, dawniej ewangelickim) to grób pierwszego tutejszego pastora ewangelickiego – Fryderyka Jerzego Tuve z 1830 r. W północnej części miasta zachował się też mały cmentarz żydowski z grobami cadyków.
- Park miejski – dawny ogród spacerowy w stylu angielskim, założony w 1824 r. przez właściciela miasta – dziedzica Rafała Bratoszewskiego.
- Domy tkaczy – długie, drewniane, parterowe budynki, gdzie mieściły się mieszkania i warsztaty pierwszych mieszkańców miasta, pochodzą one z 1 połowy XIX w.

Zachowało się też kilka zabytków późniejszych – z 2. połowy XIX i XX w.:
- Willa i fabryka Alberta Stillera przy ulicy Wojska Polskiego 31. Była to jedna z większych nowoczesnych fabryk pończoszniczych w Aleksandrowie Łódzkim, zbudowana w 1908 r. wraz ze stylową willą mieszkalną.
- Obecny Internat Liceum Ogólnokształcącego im. Mikołaja Kopernika, dawny dwór sławnych cadyków chasydzkich z rodziny Danziger, zbudowany w 1935 r.

## Transport

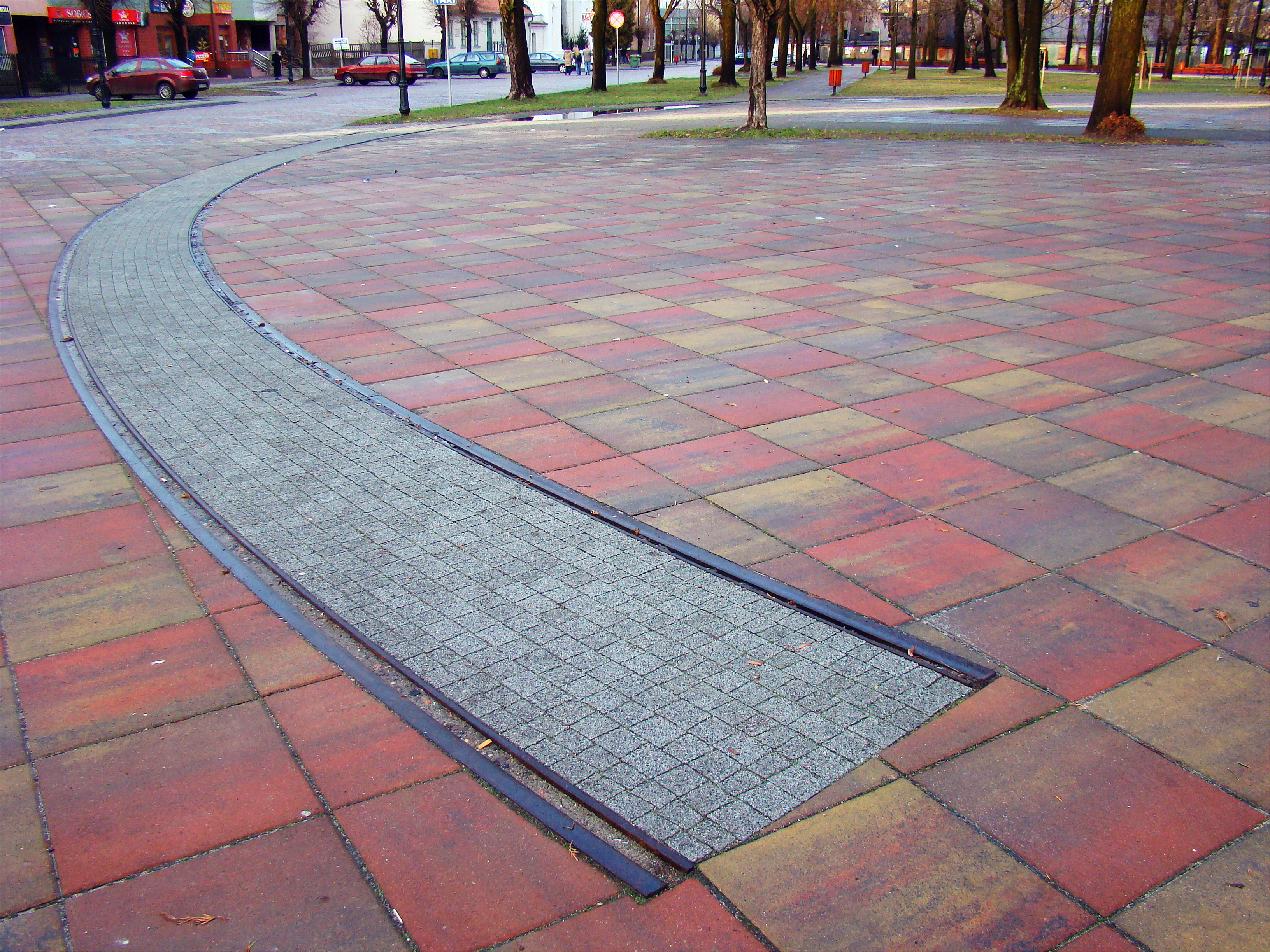
Pozostałości dawnego torowiska tramwajowego, pl. Tadeusza Kościuszki

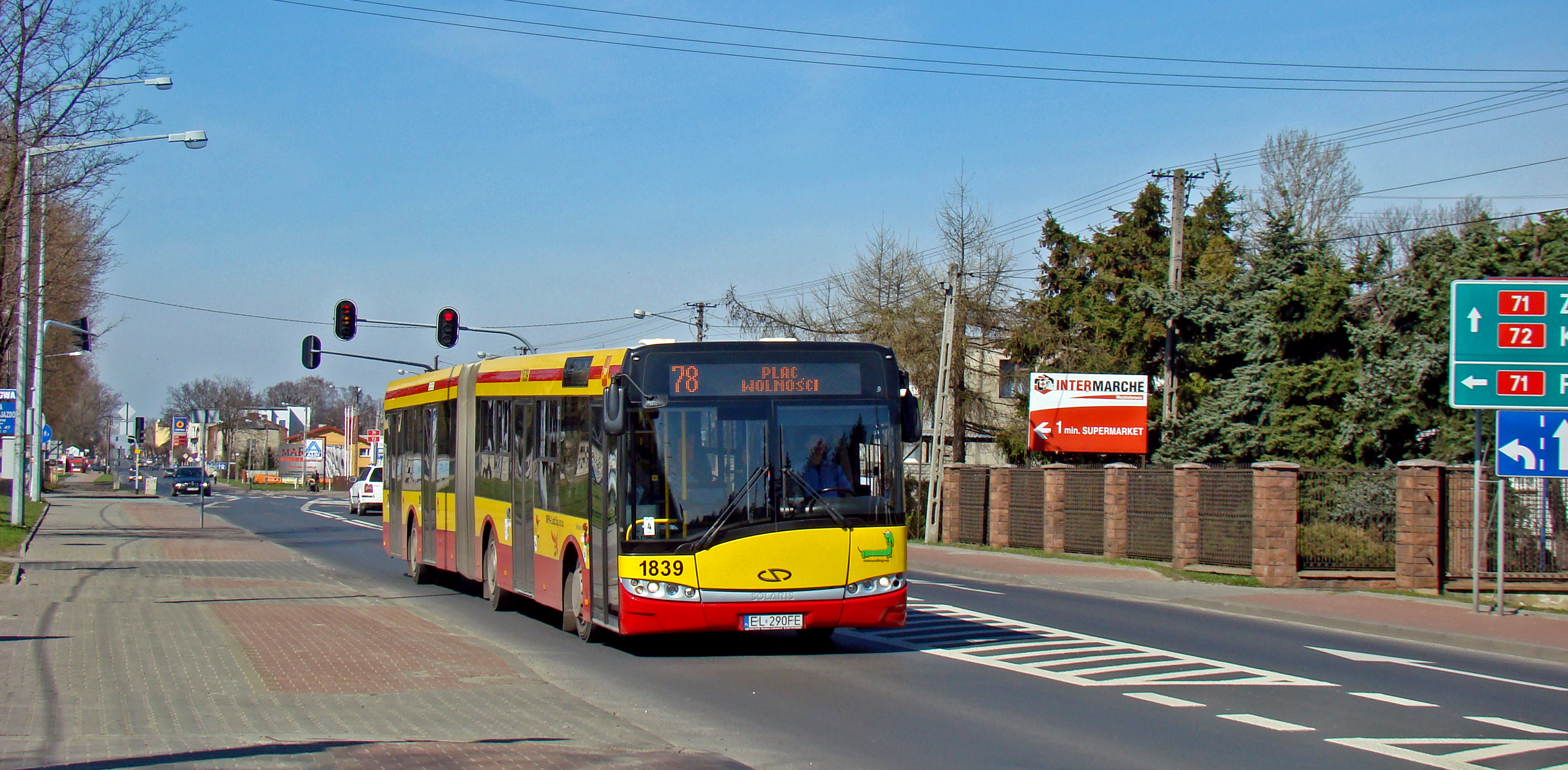
Linia 78 w Aleksandrowie Łódzkim, obsługiwana przez MPK – Łódź

Aleksandrów Łódzki do 1991 r. posiadał tramwajowe połączenie z Łodzią. Była to linia 44, obsługiwana przez spółkę Miejskie Przedsiębiorstwo Komunikacyjne w Łodzi. Obecnie do Aleksandrowa Łódzkiego kursuje wyłącznie komunikacja autobusowa. Są to linie: 78, 84B oraz 97A i linia nocna N1A, obsługiwane przez MPK – Łódź. Od października 2013 r. do końca 2014 r. kursowała linia 3A, obsługiwana przez MUK w Zgierzu. Jej trasa przebiegała z pętli Targowy Rynek przez miasto, następnie przez cały Zgierz aż do dworca PKP w Strykowie, z podjazdem do zakładów znajdujących się w strefie. Od 1 stycznia 2015 r. na tej samej trasie kursuje linia 2, która również jest obsługiwana przez MUK w Zgierzu. Na linii obowiązują 3 strefy taryfowe (Aleksandrów-Zgierz, Zgierz-Stryków, Aleksandrów-Stryków); autobusy mają 7 kursów w dni robocze (z wyjątkiem sobót – w tym 3 kursy do Aleksandrowa i 4 kursy do Zgierza oraz 4 kursy z Aleksandrowa i 3 kursy ze Zgierza) i 4 w pozostałe dni (w tym w soboty 3 kursy do Aleksandrowa i 1 kurs do Zgierza oraz po 2 kursy z Aleksandrowa i ze Zgierza, a w niedziele i święta 4 kursy tylko i wyłącznie ze/do Zgierza).
Do Aleksandrowa Łódzkiego można też dojechać FKF Sp. z.o.o. na trasie Aleksandrów Łódzki 1 Maja – Łódź Wersalska oraz prywatnymi autobusami, które przejeżdżają przez Aleksandrów Łódzki.

## Turystyka

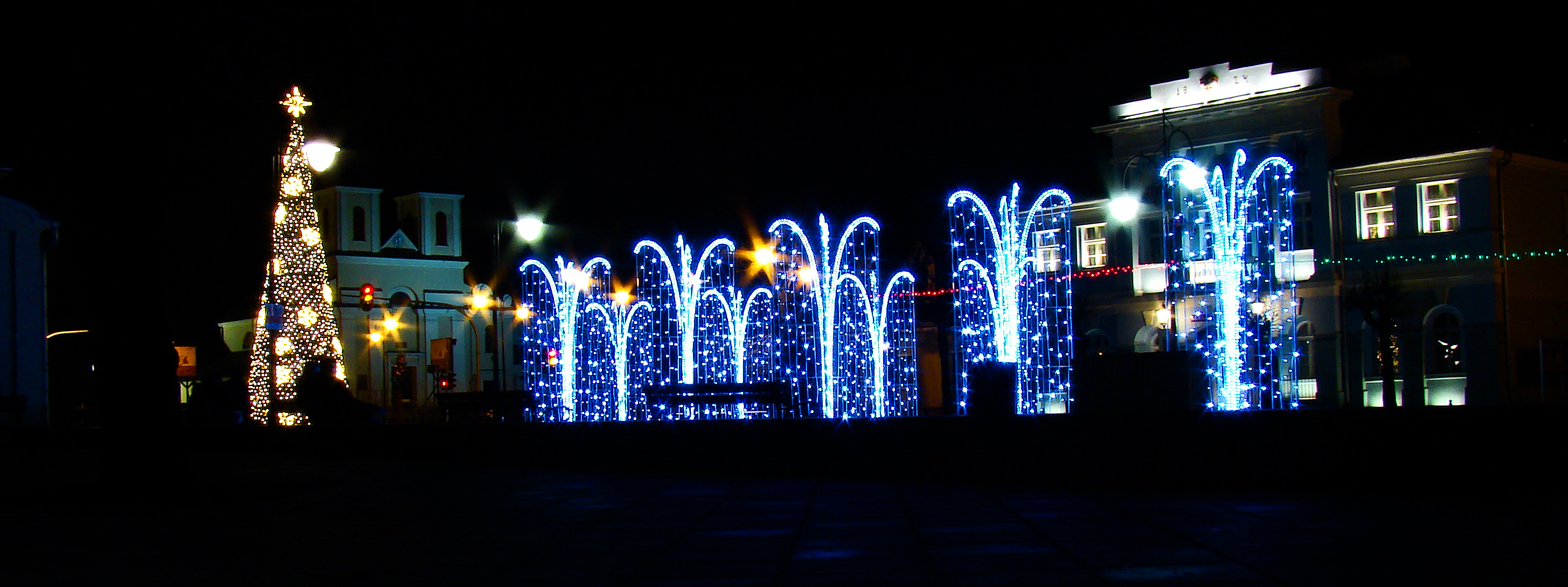
Aleksandrów Łódzki nocą

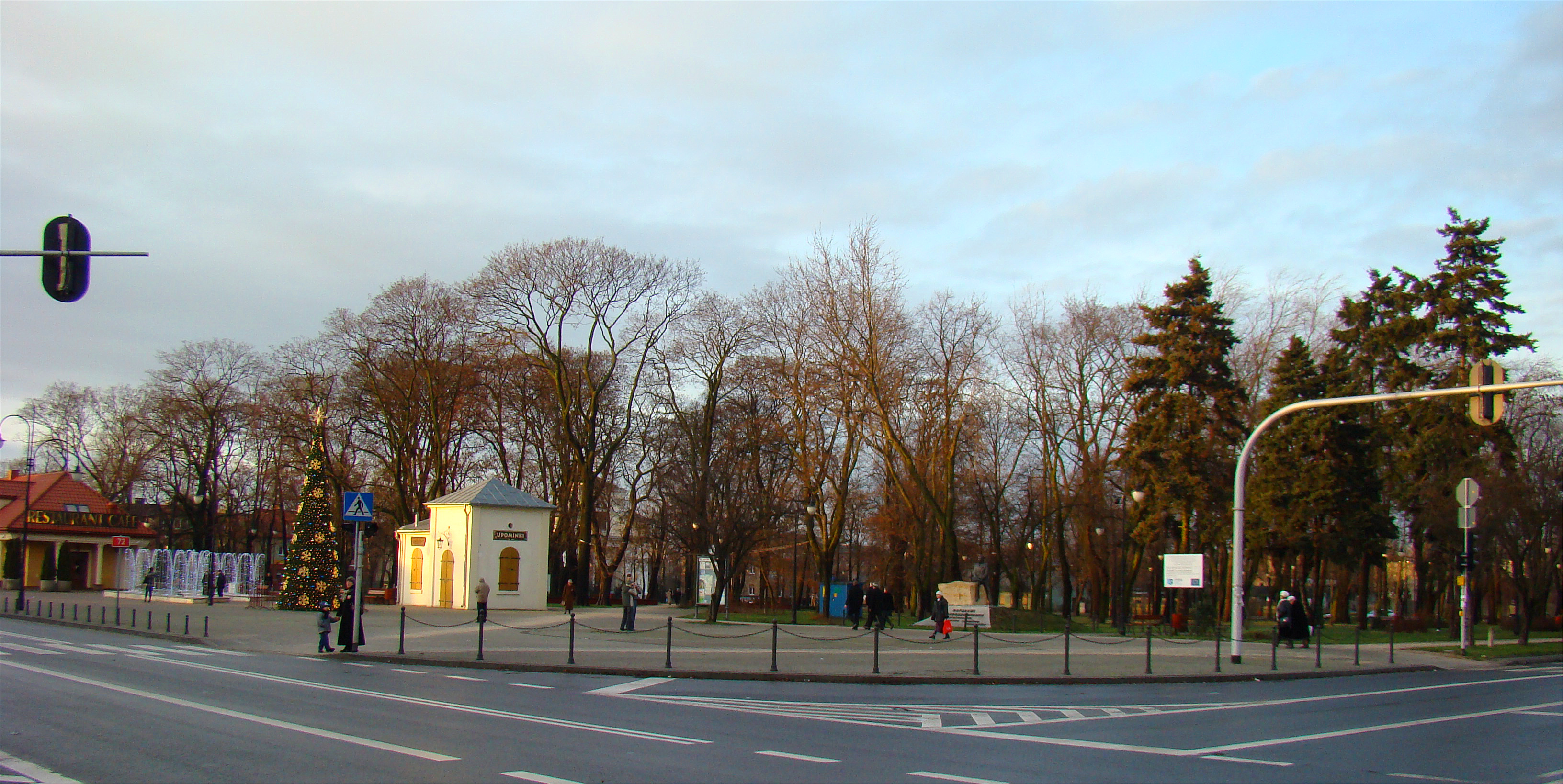
Plac Tadeusza Kościuszki / Park miejski w Aleksandrowie Łódzkim

Przez miasto prowadzi znakowany turystyczny  czerwony Szlak Okrężny Wokół Łodzi.
Atrakcje przyrodnicze: Rezerwat przyrody „Torfowisko Rąbień” pod Aleksandrowem Łódzkim – typ torfowiska wysokiego, gdzie można spotkać wiele interesujących roślin bagiennych. Rezerwat ma powierzchnię 42 hektarów i utworzono go w 1988 r.

## Wspólnoty wyznaniowe

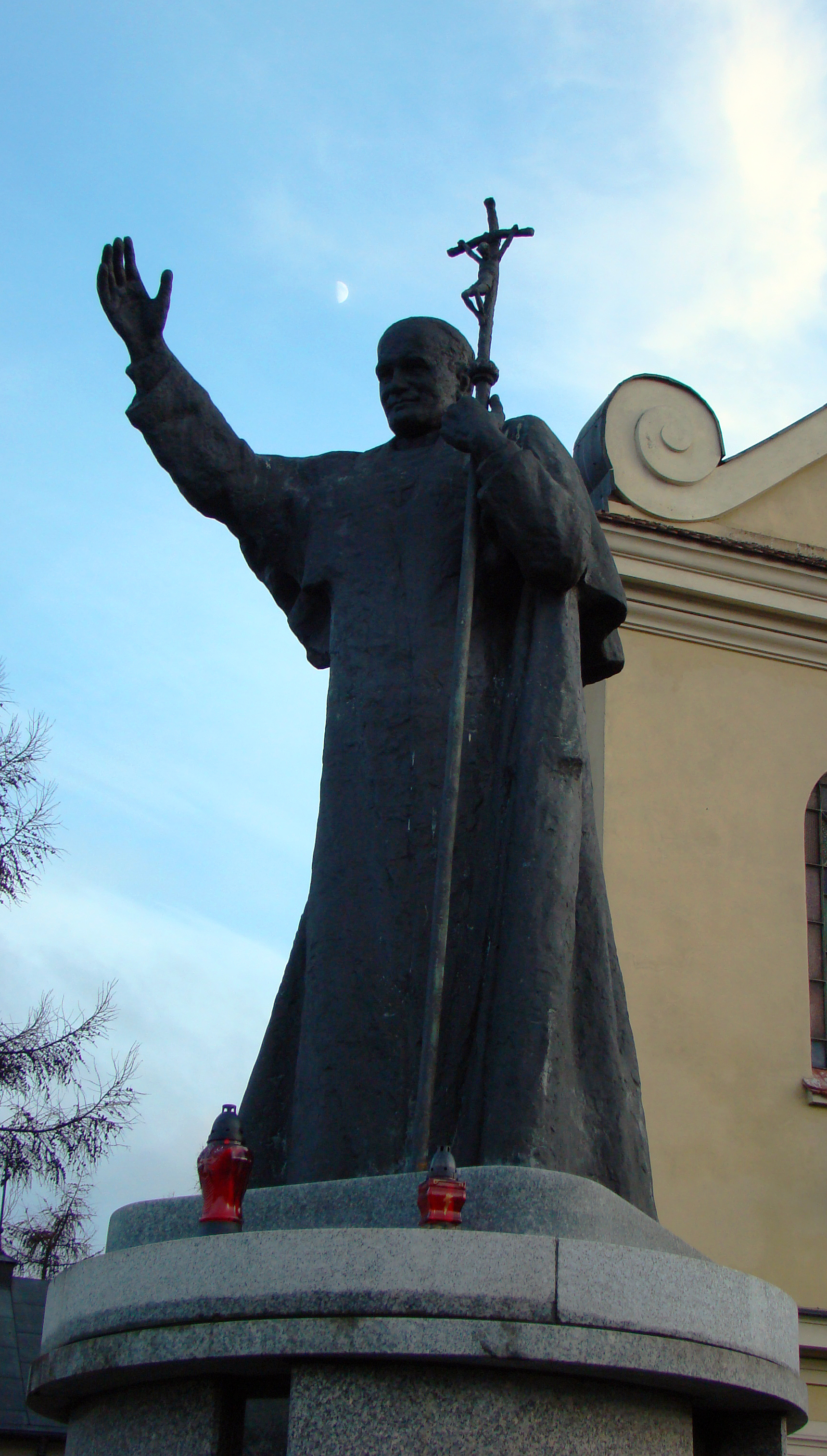
Pomnik Jana Pawła II przed kościołem św. Rafała

Na terenie miasta działalność religijną prowadzą następujące Kościoły i związki wyznaniowe:
- Kościół rzymskokatolicki:
  - parafia św. Archaniołów Rafała i Michała[16]
  - parafia Zesłania Ducha Świętego[16]
- Kościół Boży Ministerstwa Jezusa Chrystusa Międzynarodowy (Iglesia de Dios Ministerial de Jesucristo Internacional)[17]:
  - zbór w Aleksandrowie Łódzkim[18]
- Kościół Ewangelicko-Augsburski w RP:
  - parafia w Aleksandrowie Łódzkim[19]
- Świadkowie Jehowy:
  - zbór Aleksandrów Łódzki[20]
- Kościół Starokatolicki w RP:
  - parafia starokatolicka św. Stanisława Kostki (do 2016)

## Sport

### Kluby sportowe
- Towarzystwo Sportowe Sokół Aleksandrów Łódzki. Założone w 1998 r. Celem Stowarzyszenia było wypełnienie luki powstałej w wyniku zniknięcia ze sportowej mapy niegdyś słynnego klubu AKS Włókniarz Aleksandrów Łódzki, którego wychowankiem był choćby Włodzimierz Smolarek – reprezentant Polski. Sportowcy trenują w klubie piłkę nożną (2 drużyny seniorów oraz grupy młodzieżowe) i karate tradycyjne. 5 lutego 2007 r. odbyło się pierwsze posiedzenie zarządu klubu w nowej kadencji. Prezesem został Bogusław Stefańczyk, funkcje wiceprezesów pełnili Krzysztof Rożniakowski oraz Artur Sikora. Od 16 września 2008 r. prezesem klubu jest Dariusz Lis. Sekcja piłki nożnej skupia 6 drużyn piłkarskich – 2 na szczeblu seniorskim występujące w II i V lidze, a także 4 grupy młodzieżowe. Pierwsza drużyna seniorów, które legitymuje się nazwą „Sokół”, jest sponsorowana przez Gminę Aleksandrów Łódzki oraz fabrykę okien w Rąbieniu „Okna Rąbień”. W sezonie 2007/2008 drużyna z Aleksandrowa Łódzkiego rywalizowała na boiskach III ligi. Grającym trenerem był Tomasz Szcześniak, kapitanem drużyny wychowanek Włókniarza Aleksandrów, były piłkarz Widzewa Łódź, zdobywca bramki w derbach Łodzi – Arkadiusz Świętosławski. W sezonach 2008/2009 oraz 2009/2010 Sokół grał na szczeblu II ligi wschodniej. Sekcja karate to przede wszystkim Radosław Olczyk, który jest jej głównym opiekunem. Ponadto szczególnie pomagają mu Sebastian Ziembikiewicz, Marek Błaszczyk czy choćby Grzegorz Kowalczyk. Wśród karateków na szczególne wyróżnienie zasługuje dwójka młodych zawodników z Aleksandrowa Łódzkiego – Damian Stasiak i Damian Tomasik, w kategorii juniorów młodszych – najlepsi w Polsce, z każdego turnieju, zawodów nie tylko ogólnopolskich, ale również międzynarodowych przywożą medale.
- MKS Aleksandrów – Międzyszkolny Klub Sportowy o profilu lekkoatletycznym istnieje od stycznia 1992 r. Pierwszymi trenerami byli Leszek Lipiński, Halina Ścigaczewska i Alina Dudkowska. Prezesem klubu jest Karol Hoffman, olimpijczyk i trójskoczek.
- UKS Jedynka – Uczniowski Klub Sportowy „Jedynka” powołany przy Miejskim Zespole Szkół im. Jana Pawła II – m.in. piłka siatkowa. Istnieje od 2005 r., prowadził zajęcia w następujących kategoriach: mini siatkówka, młodziczki, juniorki młodsze, seniorki – od 2005 r. Od 1 stycznia 2008 r. prowadzi tylko grupę seniorów, grupy młodzieżowe przeszły do innego aleksandrowskiego Uczniowskiego Klubu Sportowego. W 2005 r. zgłoszono do rozgrywek, po raz pierwszy w historii Klubu, seniorki. I od razu w sezonie rozgrywkowym 2005/2006 drużyna, pod wodzą trenera Zbigniewa Pilarskiego, uzyskała awans do wyższej klasy rozgrywkowej, tj. do II ligi. Trzy sezony drużyna uczestniczyła na tym szczeblu rozgrywek, zajmując odpowiednio miejsca 5, 4 i 2. Zawodniczki prowadzone były przez Zbigniewa Pilarskiego, potem jeszcze przez Bogdana Jaszczuka. W sezonie 2008/2009 obowiązki trenerskie powierzono Pawłowi Mikołajczykowi. W lipcu 2009 r. Zarząd Klubu uzyskał w PZPS zgodę na uczestniczenie drużyny w rozgrywkach I ligi, w miejsce rezygnującego Piasta Szczecin.

### Imprezy sportowe
- Memoriał Lekkoatletyczny im. Józefa Jaworskiego – pierwszy zorganizowano w 1983 r. Memoriał odbywał się co roku jesienią, jednakże ze względu na budowę stadionu lekkoatletycznego oraz hali lekkoatletycznej dziś odbywa się na wiosnę.
- Senior Alex Cup – międzynarodowy turniej walking futbolu (od 2023 r. organizowany w Aleksandrowie Łódzkim)[21]

## Media lokalne

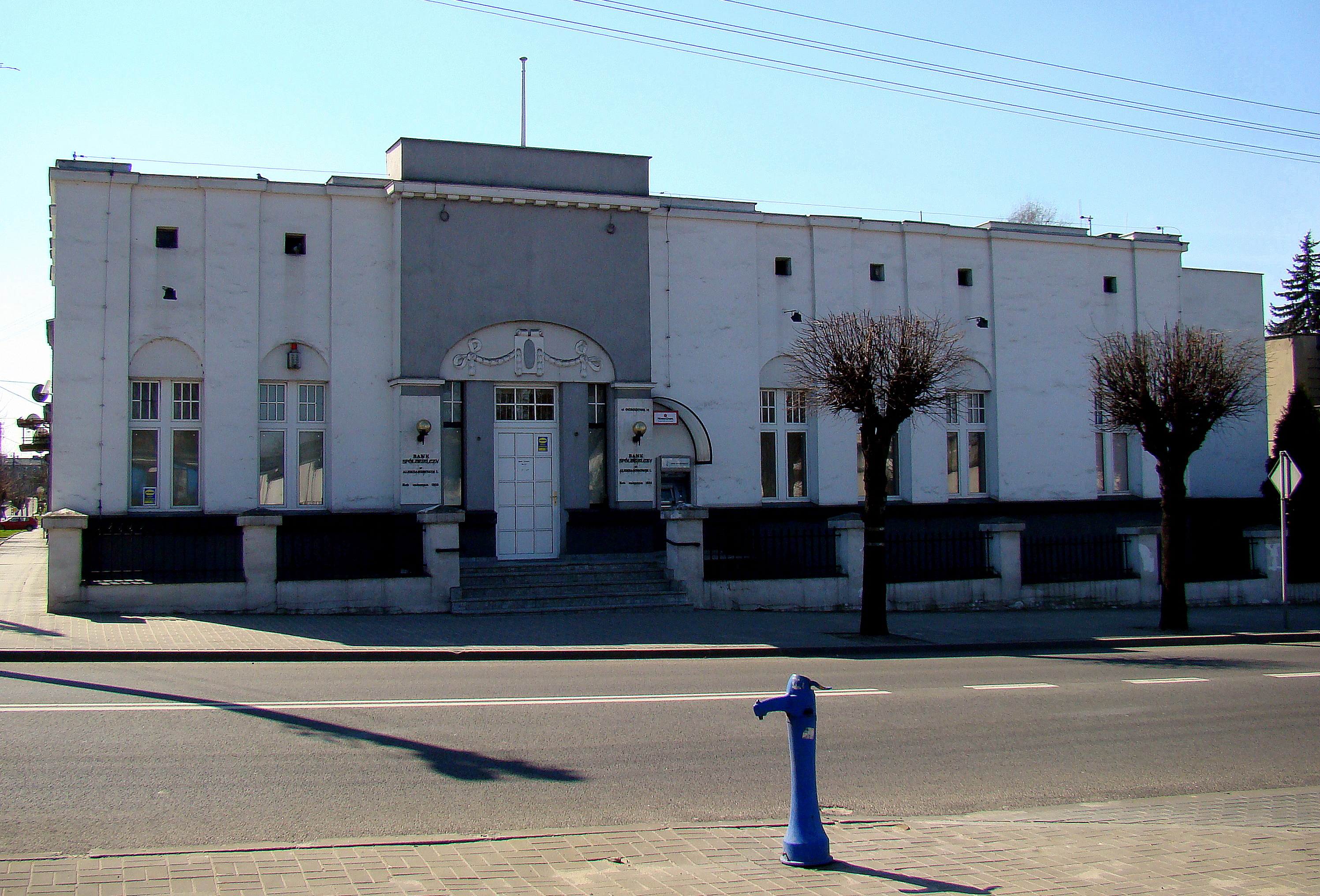
Budynek dawnej kasy chorych

- „40 i cztery” – biuletyn informacyjny Urzędu Gminy Aleksandrów Łódzki. Miesięcznik. Ukazuje się od 8 grudnia 1991 r.
- „Alternatywy 44” – biuletyn Stowarzyszenia Przedsiębiorców Aleksandrowa Łódzkiego 2000. Miesięcznik. Ukazuje się od 2005 r.
- „Wiadomości aleksandrowskie” – biuletyn parafii rzymskokatolickiej pw. św. Archaniołów Rafała i Michała w Aleksandrowie Łódzkim. Ukazywał się od 1991 r. z inicjatywy ks. dr Norberta Ruckiego. Od 2010 r. działalność wydawnicza została zawieszona.
- „Aleksandrów wczoraj i dziś” – rocznik Towarzystwa Przyjaciół Aleksandrowa Łódzkiego. Ukazuje się co roku, począwszy od 1983 r., wiosną na Dni Aleksandrowa.
- „Gazeta Matusiaka” – niezależne pismo lokalne wydawane przez Grzegorza Matusiaka z przerwami w latach 1992–2004. Działalność wydawnicza została zawieszona.
- „Pandora 2001” – biuletyn Biura Obrotu Nieruchomościami w Aleksandrowie Łódzkim. Ukazuje się od 2001 r. Zawiera też informacje z życia miasta.
- „Głos Sokoła” – dwutygodnik wydawany przez Towarzystwo Sportowe Sokół od 15 marca 2007 r.
- Telewizja Aleksander TV – Stowarzyszenie Kablowej Telewizji Satelitarnej ALEKSANDER-SAT.
- Aleksandrowski Kurier Samorządowy – program lokalny (informacje z miasta i urzędu, reportaże, relacje z imprez, sesji itp.) realizowany przez redakcję telewizyjną działającą przy Urzędzie Gminy, nadawany w sieci kablowej ALEKSANDER-SAT.
- https://aleksandrow-lodzki.pl/ – oficjalna strona gminy Aleksandrowa Łódzkiego.

## Miasta partnerskie
Miasto współpracuje obecnie z trzema miastami:
- Austria, Ossiach (od 11.11.2014)
- Łotwa, Krasław (od 1.07.2006)
- Francja, Puget-Ville (od 29.04.2006)